# Mary Kenneth Keller
Mary Kenneth Keller (Cleveland, Ohio, 17 de diciembre de 1913- Dubuque, Iowa, 10 de enero de 1985) fue una religiosa católica, pionera informática estadounidense y la primera mujer doctorada en informática en Estados Unidos.  Se doctoró el 7 de junio de 1965, el mismo día que también lo hizo Irving Tang, convirtiéndose ambos en las primeras personas doctoradas en informática en Estados Unidos.  Fue también la primera mujer en acceder a la Universidad de Dartmouth, donde fue codesarrolladora del lenguaje de programación BASIC. Cofundadora de la asociación ASCUE para el uso de ordenadores en la educación, dedicó su vida al desarrollo de la informática y está considerada una de las madres de la tecnología.

## Biografía
Nació en Cleveland, Ohio, en 1913 o 1914 según otras fuentes. En 1932 ingresó en la congregación de las Hermanas de la Caridad de la Beata Virgen María (Sisters of Charity of the Blessed Virgin Mary) y se ordenó monja en 1940.  Estudió  en la Universidad DePaul en Chicago, donde se licenció en Matemáticas, recibiendo  un Bachelor of Science  y realizó también un Master of Science en Matemática y Física de la citada universidad. 
Como estudiante pasó por la Universidad de Wisconsin-Madison, Purdue, la Universidad de Míchigan y la Universidad de Dartmouth, donde fue pionera en ser admitida. Mary Kenneth solicitó el ingreso en Dartmouth, a pesar de que en 188 años de historia de la universidad nunca se había admitido a ninguna mujer. En 1958 entró a formar parte del laboratorio de Ciencias de la Informática, reservado, hasta ese momento, exclusivamente a varones. Allí participó en el desarrollo del lenguaje de programación BASIC.
Realizó el doctorado en la Universidad de Wisconsin-Madison su tesis se tituló Inferencia inductiva de patrones generados por computadora realizada en el lenguaje de programación FORTRAN que sigue utilizándose en aplicaciones matemáticas y científicas. En un principio se consideró a Kenneth como la primera persona en obtener un doctorado en informática en Estados Unidos pero investigaciones posteriores señalaron que el mismo día del mismo año, 7 de junio de 1965 también se doctoró Irving Tang. En todo caso es la primera mujer de Estados Unidos doctorada en Informática.
Tras terminar su doctorado, aceptó una oferta para trabajar en la Universidad Clark de Iowa, donde fundó el Departamento de Ciencias de la Informática, que dirigió durante dos décadas. También estableció un programa de maestría para aplicaciones informáticas en educación.
Keller defendía el acceso universal a la información y abogaba por el uso de los ordenadores en la educación, por ello apoyó la creación del ASCUE (Association Suporting Computer Users in Education), asociación para el uso de ordenadores en la educación. 
Murió en Dubuque en 1985.

## Publicaciones
- Keller, Mary Kenneth (1965). Inductive inference on computer generated patterns. Madison, Wisconsin: The University of Wisconsin. (Doctoral Dibgggssertation)
- Computer graphics and applications of matrix methods : three dimensional computer graphics and projections by   Mary K Keller; Consortium for Mathematics and Its Applications (U.S.); Undergraduate Mathematics and Its Applications Project (U.S.) Lexington, MA : COMAP/UMAP, 1983. U106, U110.[8]
- Electrical circuits and Applications of matrix methods : analysis of linear circuits   Mary K Keller; Consortium for Mathematics and Its Applications (U.S.); Undergraduate Mathematics and Its Applications Project (U.S.), 1978.  U108.[9]
- Food service management and Applications of matrix methods : food service and dietary requirements by   Mary K Keller; Consortium for Mathematics and Its Applications (U.S.); Undergraduate Mathematics and Its Applications Project (U.S.) Lexington, MA : COMAP/UMAP, 1983. U105, U109.[10]
- Markov chains and applications of matrix methods : fixed point and absorbing Markov chains by   Mary K Keller; Consortium for Mathematics and Its Applications (U.S.); Undergraduate Mathematics and Its Applications Project (U.S.) Lexington, MA : COMAP/UMAP, 1983. U107, U111.[11]

## Reconocimientos póstumos
La Universidad Clark creó en su honor el Centro Keller de Informática y Servicios de la Información, que proporciona apoyo en informática y telecomunicaciones al alumnado y al personal docente. También, en su honor, se instauró el Curso de Ciencias de Informática Mary Kenneth Keller.